# Pitztal
Pitztal je údolí v Ötztalských Alpách ve spolkové zemi Tyrolsko v Rakousku. Je dlouhé přes 40 km, leží jižně od údolí Innu (Innstal) a protéká jím řeka Pitze.

## Poloha
Údolí Pitztal ústí mezi Imstem a Roppem naproti Tschirgangu do údolí Inntalu, který zde tvoří sto metrů hlubokou rokli Arzler Pitzeklamm, kterou protéká řeka Pitze. Vnější Pitztal s vesnicemi Arzl, Wald, Wenna a Jerzens prochází spíše nízkým pohořím. Na úpatí Venet poblíž Wenns údolí Pillertal odbočuje na jihozápad a nabízí spojení přes Pilllerhöhe s údolím Kaunental. Tato oblast je nazývána Wenner Schmalzkessel.
Údolí Pitztal se zužuje a od obce Jerzens pokračuje na jih a rovnoměrně stoupá až k úpatí Wildspitze, které je součástí Ötztalských Alp. U Mittelbergu v obci St. Leonhard se údolí dělí na údolí Mittelbergtal a Taschachtal. Údolí Piztal je odděleno na západě vysokohorskými hřebeny Kaunergrat od údolí Kaunertal a na východě pohořím Geigenkamm od téměř rovnoběžného údolí Ötztal.

### Hlavní obce údolí jsou
- Arzl im Pitztal
- Wenns
- Jerzens
- Sankt Leonhard im Pitztal

Tyto čtyři obce tvoří sdružení Pitztal s 7553 obyvateli (k 1. lednu 2021) a rozlohou 312,82 km².

## Geologie
Až do doby ledové byl přední Pitztal součástí Inntalu a řeka Inn protékala z Prutzu přes dnešní Piller Höhe. Teprve po době ledové se Inn přesunul novým korytem do úzkého údolí Pontlatz poblíž Landecku.
Pitztal protíná pohoří Ötztalských Alp, takzvané Ötztalské krystalinikum, které je v této oblasti zastoupeno rulami ve vnitřním údolí. Vnější mírné údolí je tvořeno křemenným fylitem.
Z morfologického hlediska lze v Pitztali rozlišit tři hlavní úseky:
1. krásný závěr údolí kolem oblasti Arzl-Wenns s mírně stoupajícími travnatými porosty ve směru na jihozápad k sedlu Piller,
2. od údolního ohybu na jihovýchod úzká údolí ve tvaru V až po Zaunhof,
3. typické ledovcové údolí ve tvaru U

Čelo údolí tvoří Pitztalský ledovec, rozsáhlé ledovcové oblasti Mittelbergferner a Taschachferner na Wildspitze.

## Cestovní ruch
Se třemi lyžařskými oblastmi Pitztalský ledovec, Hochzeiger Bergbahnen a Rifflsee Bergbahnen, Pitztal nabízí širokou škálu volnočasových a sportovních aktivit. Ledovec Pitztal je nejvýše položeným rakouským lyžařským areálem, dosahuje až do výšky 3 440 m n. m., který byl uveden do provozu v roce 1983. Infrastruktura zimních sportů a související strukturální opatření současně způsobují vážné zásahy do vysokohorské krajiny a citlivého ledovcového ekosystému. Od roku 2015 existují plány na propojení lyžařských oblastí Pitztalský ledovec a Sölden.
Pitztal má přibližně 8 000 lůžek pro hosty a přibližně 1,2 milionu přenocování ročně.
Díky výstavbě mostu Pitztal v roce 1983 přes řeku Inn se zlepšilo napojení na Inntal a rozvoji infrastruktury na ledovci Mittelberg v zadní části Pitztal, se údolí mohlo otevřít pro cestovní ruch. Hotelový a turistický průmysl je největším zaměstnavatelem v údolí, jehož nejdůležitějším zaměstnavatelem je Pitztaler Gletscherbahnen. Celoročně zaměstnává kolem 95 lidí v provozu lanovek a restaurací.
Obce Arzl a Wenns mají tendenci se zaměřovat na dvě sezóny, zatímco v Jerzens a St. Leonhard převládá zimní turistika.